# John Gibson (Gouverneur)
John Gibson (* um 1740 in Lancaster, Provinz Pennsylvania; † 10. April 1822 in Pennsylvania) war ein US-amerikanischer Politiker und Anfang des 19. Jahrhunderts zweimal Gouverneur des Indiana-Territoriums.

## Frühe Jahre
Das genaue Geburtsdatum von Gibson ist unbekannt. Die Quellen gehen vom Jahr 1740 aus. Er wuchs in seiner Heimatstadt Lancaster auf. Seit 1758 nahm er auf britischer Seite an den Kämpfen des Siebenjährigen Krieges in Amerika teil. Unter General John Forbes nahm er an einer Expedition gegen Fort Duquesne teil. Nach dem Krieg blieb er an diesem Ort, der sich nun Fort Pitt nannte und aus dem die Stadt Pittsburgh hervorgehen sollte. In den Jahren nach dem Krieg trieb er Handel mit einheimischen Indianern. Bei einem Indianeraufstand geriet er in deren Hände und nur unter abenteuerlichen Umständen und unter Lebensgefahr konnte er den Indianern entkommen. In der Folge lebte Gibson bei dem Stamm der Mingo-Indianer und heiratete sogar die Schwester des Häuptlings.

## Politischer Aufstieg
Bei Ausbruch des Amerikanischen Unabhängigkeitskrieges schloss sich Gibson der amerikanischen Freiheitsbewegung an. Zunächst war er Unterhändler zwischen der amerikanischen Armee und den Indianern. Dann diente er in der Kontinentalen Armee, in der er bis zum Oberst aufstieg. Nach dem Krieg wurde er Richter im Allegheny County in Pennsylvania. In diesem Staat wurde er auch Generalmajor der Miliz und im Jahr 1790 Delegierter bei der verfassungsgebenden Versammlung dieses Staates.

## Karriere im Indiana-Territorium
Im Jahr 1800 wurde John Gibson zum Staatssekretär im Indiana-Territorium ernannt. Trotz seines Alters übernahm Gibson dieses Amt und übte es bis zum Beitritt Indianas zu den Vereinigten Staaten im Jahr 1816 aus. In dieser Zeit musste er zweimal den Territorialgouverneur William Henry Harrison vertreten, da dieser in anderen Missionen außerhalb des Territoriums unterwegs war. Die erste Vertretungen fand zwischen Juli 1800 und Januar 1801 und die zweite zwischen Juni 1812 und Mai 1813 statt. Obwohl Gibson in vielen Listen als zweiter Territorialgouverneur von Indiana aufgeführt wird, übte er dieses Amt nie aus. Er hat lediglich als Staatssekretär den Gouverneur zeitweise vertreten.
Nach ihm ist Gibson County in Indiana benannt.

## Weiterer Lebenslauf
Nach dem Beitritt Indianas als regulärer Bundesstaat zu den Vereinigten Staaten im Jahr 1816 kehrte Gibson wieder in seine Heimat nach Pennsylvania zurück. Dort ist er im April 1822 verstorben. Der genaue Sterbeort ist nicht bekannt.